# Јенс Вајсфлог
Јенс Вајсфлог (рођен 21. јуна 1964. године у Ерлабруну, у некадашњој Источној Немачкој) је један од најбољих скијашких скакача свих времена. Био је највећа директна конкуренција Мати Никенену, слично што је Роар Љокелсој био Јане Ахонену, а Малиш Свену Ханавалду. Четврти је на листи вечитих иза Никенена, Малиша и Ахонена. По професији је електричар ожењен супругом Никол, и власник је хотела. Воли тенис и голф а коментарише и ски скокове на спортском каналу ЗДФ.
Познат је по надимку бува због своје лагане грађе и фине конституције. Почео је да тренира релативно касно, негде у 13 години а освојио је прво такмичење две године касније у Шварценбергу. Прво појављивање у светском купу забележио је са шеснаест година 1980. на такмичењу у Оберстдорфу и Гармиш-Партенкирхену.
Убрзо су почели да стижу успеси на великим такмичењима. Победа и златна медаља на нормал хилу 90 m ској скакаоници у Сарајеву. Исте године освојио је и Светски куп као и Турнеју четири скакаонице. Тај успех је поновио 1985, 1991, као 1996. године, и тако са четири победе био на првом месту све до 2008. када га је надмашио велики Јане Ахонен.
Вајсфлог је у ери славног Никенена скакач који је прешао са једног стила, паралелног Дешан на В Боклев стил.
Каријеру је завршио 1996. године а Ахонен је рекао да је он био његов највећи идол и да му је највећа част било што је скакао с њим. Био је позван као специјални гост на Ахоненовом опроштају.

## Каријера
- Дебитовао 1977. у Светском купу у Инзбруку
- 33 победа у Светском купу
- Престао са активним скијањем 1996.
- Светско првенство у скијашким летовима 1990. 3. место
- Светско првенство у скијашким летовима 1985. 2. место
- Прво место на такмичењу Турнеја четири скакаонице: 1983, 1984, 1990. и 1995.
- Друго место на такмичењу Турнеја четири скакаонице: 1982, 1987, 1989. и 1993.
- Треће место на такмичењу Турнеја четири скакаонице: 1988.

## Победе у светском купу
- Ајрон Маунтин (Сједињене Државе) - 17. фебруар 1996.
- Сапоро (Јапан) - 20. јануар 1996.
- Бишофсхофен (Аустрија) - 6. јануар 1996.
- Лахти (Финска) - 29. јануар 1995.
- Тандер Беј (Канада) - 27. март 1994.
- Лахти (Финска) - 5. март 1994.
- Сапоро (Јапан) - 23. јануар 1994.
- Сапоро (Јапан) - 22. јануар 1994.
- Оберстдорф (Немачка) - 30. децембар 1993.
- Предацо (Италија) - 14. децембар 1993.
- Планица (Словенија) - 12. децембар 1993.
- Гармиш-Партенкирхен (Немачка) - 1. јануар 1991.
- Оберстдорф (Немачка) - 31. децембар 1990.
- Закопане (Пољска) - 17. јануар 1990.
- Гармиш-Партенкирхен (Немачка) - 1. јануар 1990.
- Сапоро (Јапан) - 17. децембар 1989.
- Планица (Југославија) - 26. март 1989.
- Планица (Југославија) - 25. март 1989.
- Ернскелдвик (Шведска) - 8. март 1989.
- Осло (Норвешка) - 5. март 1989.
- Оберхоф (Западна Немачка) - 22. јануар 1989.
- Енгелберг (Швајцарска) - 24. јануар 1988.
- Тандер Беј (Канада) - 6. децембар 1986.
- Енгелберг (Швајцарска) - 17. фебруар 1985.
- Гармиш-Партенкирхен (Западна Немачка) - 1. јануар 1985.
- Планица (Југославија) - 24. март 1984.
- Сарајево (Југославија) - 12. фебруар 1984.
- Либерец (Чехословачка) - 15. јануар 1984.
- Кортина д'Ампецо (Италија) - 11. јануар 1984.
- Бишофсхофен (Аустрија) - 6. јануар 1984.
- Инзбрук (Аустрија) - 4. јануар 1984.
- Гармиш-Партенкирхен (Западна Немачка) - 1. јануар 1984.
- Бишофсхофен (Аустрија) - 6. јануар 1983.